# 윌리엄 조이스
윌리엄 조이스(William Joyce, 1906년 4월 24일 ~ 1946년 1월 3일)은 미국과 영국의 파시스트 성향의 정치인이자 나치 독일 프로파간다 선전부장으로 활동했다. 제2차 세계 대전이 터지자 나치 독일로 건너가 대연합군 선전방송의 진행자를 맡았고, 종전 후 영국군에 체포되어 1946년 영국 정부에 의해 사형판결을 받아 처형되었다.

## 같이 보기
- 무함마드 사이드 알사하프
- 에즈라 파운드
- 서울시티 수
- 도쿄 로즈